# Zombie (Fela Kuti)
Zombie è un disco di Fela Kuti pubblicato nel 1977.
È una critica ai metodi utilizzati dall'esercito nigeriano del periodo, con il quale il musicista ebbe poi seri contrasti in tutta la sua vita.
Dopo il successo della canzone, la morte della madre fu una conseguenza dell'intolleranza dell'esercito, come la repressione della Repubblica di Kalakuta.
La canzone che dà il nome all'album divenne presto famosa in Nigeria.

## Tracce
1. Zombie – 12:26
2. Mr. Follow Follow – 12:57
3. Observaition No Crime – 13:25
4. Mistake – 14:46